# Damien Schumann
Damien Schumann (Melbourne, 12 november 1987) is een voormalig beachvolleyballer uit Australië. Hij werd een keer Aziatisch kampioen en won een gouden medaille bij de Gemenebestspelen. Daarnaast nam hij eenmaal deel aan de Olympische Spelen.

## Carrière
Schuman debuteerde in 2010 met Owen Boland in de FIVB World Tour en nam dat jaar deel aan drie toernooien. In 2012 speelde ze twee wedstrijden op mondiaal niveau. Daarnaast deed het tweetal mee aan de Aziatische kampioenschappen in Haikou waar ze in de achtste finale werden uitgeschakeld door de Indonesiërs Koko Darkuncoro en Ade Rachmawan. Het seizoen daarop waren Schumann en Boland vooral actief in de nationale competitie. In het najaar wisselde Schumann van partner naar Joshua Court – met wie hij tot en met 2016 een team zou vormen – en het duo deed in oktober mee aan de Grand Slam van Xiamen. In 2014 namen ze deel aan vier mondiale toernooien met een zeventiende plaats in Paraná als beste resultaat. Daarnaast bereikten ze de kwartfinales bij de AK in Jinjiang waar de Kazachen Dmitri Jakovlev en Aleksej Koelesjov in twee sets te sterk waren. Het jaar daarop deden Schumann en Court mee aan de wereldkampioenschappen in Nederland waar ze na twee nederlagen en een overwinning in de groepsfase strandden. Tijdens het daaropvolgende seizoen waren ze actief op vier FIVB-toernooien waarbij ze niet verder kwamen dan twee vijf-en-twintigste plaatsen. In eigen land wonnen ze bovendien de bronzen medaille bij de AK ten koste van de Nieuw-Zeelanders Ben O'Dea en Jason Lochhead.
In 2017 wisselde Schumann van partner naar Christopher McHugh. Ze wonnen dat jaar een bronzen medaille bij de AK in Songkhla ten koste van het Qatarese duo Júlio Nascimento en Ahmed Tijan. Bij de WK in Wenen werden ze in de achtste finale uitgeschakeld door de Amerikanen Phil Dalhausser en Nick Lucena. In de World Tour namen ze verder deel aan negen toernooien met onder meer een overwinning in Shepparton als resultaat. Het seizoen daarop speelden Schumann en McHugh vijf wedstrijden in het internationale beachvolleybalcircuit met een tweede plaats in Shepparton als beste resultaat. Bij de Gemenebestspelen in eigen land wonnen ze bovendien de gouden medaille door de Canadezen Sam Pedlow en Sam Schachter in de finale te verslaan. Na afloop van het toernooi gingen de twee uit elkaar, waarna Schumann in juni een nieuw team vormde met Cole Durant. Het duo deed datzelfde seizoen nog mee aan vijf internationale toernooien en kwam daarbij tot een tweede plaats in Singapore. Bij de AK in Satun verloren ze in de kwartfinale van het Kazachse duo Jakovlev en Sergej Bogatoe.
Het daaropvolgende seizoen speelden Schumann en Durant elf reguliere wedstrijden in de World Tour waarbij ze tot een vierde plaats in Qinzhou kwamen. Bij de WK in Hamburg bereikten ze de zestiende finale waar ze werden uitgeschakeld door Grzegorz Fijałek en Michał Bryl uit Polen. Bij de AK in Maoming eindigden ze als vierde nadat de halve finale en troostfinale achtereenvolgens verloren werden van de Chinese tweetallen Gao Peng en Li Yang en Wu Jiaxin en Ha Likejiang. Tijdens het seizoen 2019/20 kwam Schumann eind 2019 nog tweemaal in actie met Durant, waarna hij in 2020 terugkeerde aan de zijde van McHugh. Het duo werd in Udon Thani Aziatisch kampioen door Wu en Ha in de finale te verslaan en won vervolgens het FIVB-toernooi van Phnom Penh. De rest van het seizoen werd daarna gestaakt vanwege de coronapandemie. In 2021 behaalden ze vier overwinningen in de binnenlandse competitie en plaatsten ze zich via continentale kwalificatietoernooi voor de Olympische Spelen in Tokio. Daar strandden ze na drie nederlagen in de groepsfase. Datzelfde jaar beëindigde Schumann zijn sportieve loopbaan.

## Palmares
Kampioenschappen
- 2016:  AK
- 2017:  AK
- 2017: 9e WK
- 2018:  Gemenebestspelen
- 2020:  AK

FIVB World Tour
- 2017:  1* Shepparton
- 2018:  1* Shepparton
- 2020:  2* Phnom Penh